# 鶴光太郎
鶴 光太郎（つる こうたろう、1960年9月16日 - ）は、日本の経済学者。大妻女子大学教授。

## 略歴
東京都生まれ。神戸市立本山第二小学校、神戸市立本山中学校、兵庫県立神戸高等学校を経て、東京大学理科一類に入学。1984年東京大学理学部数学科卒業。オックスフォード大学大学院経済学研究科で1991年経済学修士、2003年経済学博士（D. Phil.）の学位を取得。1984年経済企画庁勤務、1995年OECD経済総局エコノミスト、2000年日本銀行金融研究所研究員、2001年経済産業研究所上席研究員、2012年慶應義塾大学大学院商学研究科教授、2025年大妻女子大学データサイエンス学部教授となる。2017年『人材覚醒経済』で日経・経済図書文化賞受賞。

## 著書
- 『日本的市場経済システム 強みと弱みの検証』講談社現代新書　1994
- 『日本の経済システム改革 「失われた15年」を超えて』日本経済新聞社 2006
- 『人材覚醒経済』日本経済新聞出版社 2016
- 『性格スキルー人生を決める５つの能力』祥伝社新書 2018
- 『AIの経済学ー「予測機能」をどう使いこなすか』日本評論社 2021
- 『日本の会社のための人事の経済学』日本経済新聞出版 2023

### 共編著
- 『日本の財政改革 「国のかたち」をどう変えるか』青木昌彦共編著 東洋経済新報社 経済政策分析シリーズ 2004
- 『労働市場制度改革 日本の働き方をいかに変えるか』樋口美雄,水町勇一郎共編著 日本評論社 2009
- 『労働時間改革 日本の働き方をいかに変えるか』樋口美雄, 水町勇一郎共編著 日本評論社 2010
- 『非正規雇用改革 日本の働き方をいかに変えるか』樋口美雄, 水町勇一郎共編著 日本評論社 2011
- 『最低賃金改革 日本の働き方をいかに変えるか』大竹文雄,川口大司共編著 日本評論社 2013
- 『経済学は何をすべきか』岩井克人,小林慶一郎,中神康議,矢野誠,大橋弘共著 日本経済新聞出版社 2014
- 『雇用システムの再構築に向けてー日本の働き方をいかに変えるか』編著 日本評論社 2019
- 『日本経済のマクロ分析－低温経済のパズルを解く』前田佐恵子, 村田啓子共著 日本経済新聞出版 2019

## 論文
- ＜鶴光太郎